# Пі Джей Сток
Пі Джей Сток (англ. P. J. Stock; нар. 26 травня 1975, Доллар-де-Ормо) — канадський хокеїст, що грав на позиції крайнього нападника.

## Ігрова кар'єра
Хокейну кар'єру розпочав 1992 року.
Виступаючи за юніорську команду «Вікторіявіль Тігрес» грав в одній ланці з Александром Дейглем.
Як вільний агент у 1997 року підписав контракт з «Нью-Йорк Рейнджерс». Влітку 2000 також на правах вільного агента перейшов до клубу «Монреаль Канадієнс». Після двадцяти матчів його обміняли на гравця «Філадельфія Флаєрс». 
Ще три сезони Сток провів у команді «Бостон Брюїнс».
Загалом провів 243 матчі в НХЛ, включаючи 8 ігор плей-оф Кубка Стенлі.

## Нагороди та досягнення
- Володар Кубку Колдера у складі «Гартфорд Вулф Пек» — 2000.

## Кар'єра журналіста
Кар'єру журналіста розпочав на радіо, де проводив власне шоу. Згодом Пі Джей з'явився в аналітичній спортивній програмі франкомовного каналу RDS.
В 2007 році дебютував на каналі CBC в програмі Hockey Night in Canada.
3 лютого 2010 року приєднався до команди ранкового шоу на монреальському радіо CHOM-FM.
У листопаді 2013 року приєднався до каналу Sportsnet. У червні 2016 року Rogers Media оголосила, що Стока зняли з посади ведучого через фінансові причини.
Понад 10 років Пі Джей був аналітиком провідної франко-канадської спортивної мережі Канади RDS. 

## Статистика
| Сезон        | Клуб                                   | Ліга         | Регулярний сезон | Регулярний сезон | Регулярний сезон | Регулярний сезон | Регулярний сезон | Плей-оф | Плей-оф | Плей-оф | Плей-оф | Плей-оф |
| Сезон        | Клуб                                   | Ліга         | І                | Г                | П                | О                | ШХ               | І       | Г       | П       | О       | ШХ      |
| ------------ | -------------------------------------- | ------------ | ---------------- | ---------------- | ---------------- | ---------------- | ---------------- | ------- | ------- | ------- | ------- | ------- |
| 1992–93      | «Пембрук Кінгс»                        | ЦКХЛ         | 55               | 10               | 38               | 48               | 189              | —       | —       | —       | —       | —       |
| 1993–94      | «Пембрук Кінгс»                        | ЦКХЛ         | 52               | 25               | 48               | 73               | 262              | —       | —       | —       | —       | —       |
| 1994–95      | «Вікторіявіль Тігрес»                  | ГЮХЛК        | 70               | 9                | 46               | 55               | 384              | 4       | 0       | 0       | 0       | 60      |
| 1995–96      | «Вікторіявіль Тігрес»                  | ГЮХЛК        | 67               | 19               | 43               | 62               | 432              | 12      | 5       | 4       | 9       | 79      |
| 1996–97      | Університет Святого Франциска Ксаверія | АЮС          | 27               | 11               | 20               | 31               | 110              | 3       | 0       | 4       | 4       | 14      |
| 1997–98      | «Гартфорд Вулф Пек»                    | АХЛ          | 41               | 8                | 8                | 16               | 202              | 11      | 1       | 3       | 4       | 79      |
| 1997–98      | «Нью-Йорк Рейнджерс»                   | НХЛ          | 38               | 2                | 3                | 5                | 114              | —       | —       | —       | —       | —       |
| 1998–99      | «Нью-Йорк Рейнджерс»                   | НХЛ          | 5                | 0                | 0                | 0                | 6                | —       | —       | —       | —       | —       |
| 1998–99      | «Гартфорд Вулф Пек»                    | АХЛ          | 55               | 4                | 14               | 18               | 250              | 6       | 0       | 1       | 1       | 35      |
| 1999–2000    | «Нью-Йорк Рейнджерс»                   | НХЛ          | 11               | 0                | 1                | 1                | 11               | —       | —       | —       | —       | —       |
| 1999–00      | «Гартфорд Вулф Пек»                    | АХЛ          | 64               | 13               | 23               | 36               | 290              | 23      | 1       | 11      | 12      | 69      |
| 2000–01      | «Монреаль Канадієнс»                   | НХЛ          | 20               | 1                | 2                | 3                | 32               | —       | —       | —       | —       | —       |
| 2000–01      | «Філадельфія Фентомс»                  | АХЛ          | 9                | 1                | 2                | 3                | 27               | —       | —       | —       | —       | —       |
| 2000–01      | «Філадельфія Флаєрс»                   | НХЛ          | 31               | 1                | 3                | 4                | 78               | 2       | 0       | 0       | 0       | 0       |
| 2001–02      | «Бостон Брюїнс»                        | НХЛ          | 58               | 0                | 3                | 3                | 122              | 6       | 1       | 0       | 1       | 19      |
| 2002–03      | «Бостон Брюїнс»                        | НХЛ          | 71               | 1                | 9                | 10               | 160              | —       | —       | —       | —       | —       |
| 2003–04      | «Бостон Брюїнс»                        | НХЛ          | 1                | 0                | 0                | 0                | 0                | —       | —       | —       | —       | —       |
| 2003–04      | «Провіденс Брюїнс»                     | АХЛ          | 4                | 1                | 0                | 1                | 2                | —       | —       | —       | —       | —       |
| 2003–04      | «Філадельфія Фентомс»                  | АХЛ          | 66               | 5                | 18               | 23               | 207              | 12      | 0       | 2       | 2       | 34      |
| Усього в НХЛ | Усього в НХЛ                           | Усього в НХЛ | 235              | 5                | 21               | 26               | 523              | 8       | 1       | 0       | 1       | 19      |